# Водяна сосонка звичайна
Водяна сосонка звичайна (Hippuris vulgaris) — вид трав'янистих рослин родини подорожникові (Plantaginaceae), повсюдно присутній у всіх північних регіонах Північної півкулі з помірним кліматом, а також у Чилі.

## Таксономічні примітки
Останнім часом (2009—2010) переглянутий великий матеріал з Північної Європи, Ґренландії, Канади й Аляски приводить до таких висновків:
1. H. lanceolata, H. tetraphylla, H. vulgaris є трьома окремими таксонами, які морфологічно не перекриваються у випадку добре розвинених рослин.
2. Діапазони поширення трьох видів в основному були неправильно зрозумілі.

## Опис
Три види, H. lanceolata, H. tetraphylla, H. vulgaris, мають багато спільного і, ймовірно, тісно пов'язані між собою. Вони відрізняються формою листя, тичинками, вимогами до місця зростання і географічним діапазоном. H. vulgaris має близько 8 лінійних або дуже вузько-ланцетних і гострих листків на колотівці; єдина тичинка добре виставляється з оцвітини, тичинкова нитка значно довша ніж пиляки.
Це багаторічна наполовину занурена у воду, гола рослина. Кореневища повзучі, укорінюються. Стовбури порожнисті, членисті, здебільшого прості 10–45(90) см. Листки цільні, лінійні, до 4 (9) см завдовжки, розташовані кільцями, нижні — по 4–6, середні й верхні — по 6–12(16), відігнуті донизу. Квіти поодинокі в пазухах листків сидячі, дуже дрібні, двостатеві або одностатеві (нижні — маточкові, верхні — тичинкові). Пелюстки недорозвинені, тичинок 1. Плід — кістянка, 10–45 см.

## Поширення
Євразія, Північна Америка, Чилі. Ця багаторічна трава, росте в мілководді й мулистих місцях. Рослина зазвичай зростає в прісній воді, але коли знайдений у солонуватій воді, то зберігає ті ж характеристики.
В Україні зростає по болотах, ставках, озерах, річках, на сирих луках — по всій Україні зазвичайний вид; крім полинного Степу. У Крим, ймовірно, занесений.

## Використання
У фітотерапії має ряд застосувань, в основному пов'язаному з гоєнням ран, наприклад, щоб зупинити внутрішню і зовнішню кровотечу, лікувати виразки шлунка, а також заспокоїти запалення шкіри. Рослина також може бути клопітним бур'яном, перешкоджаючи потокам води в річках і канавах.

## Галерея

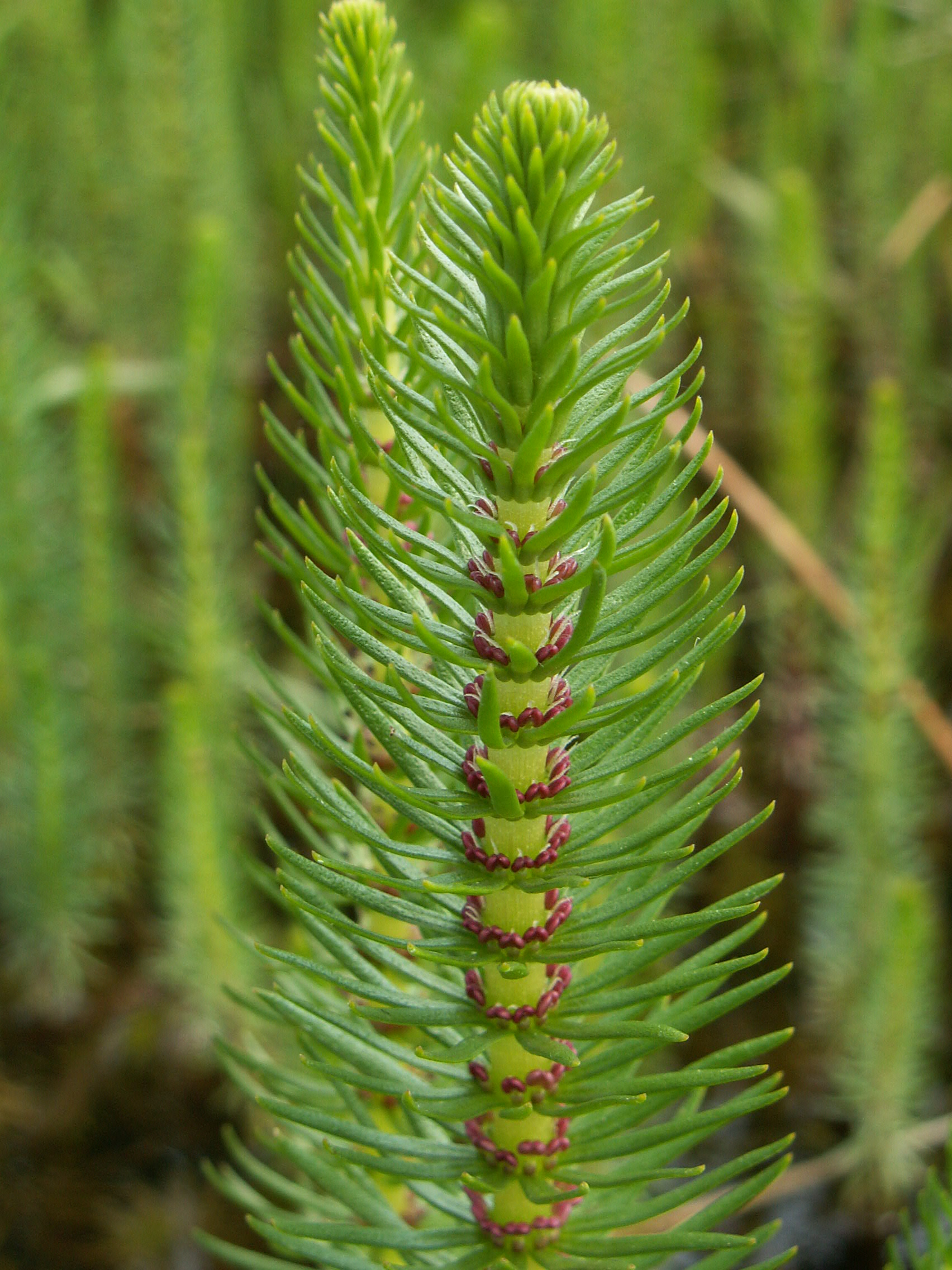
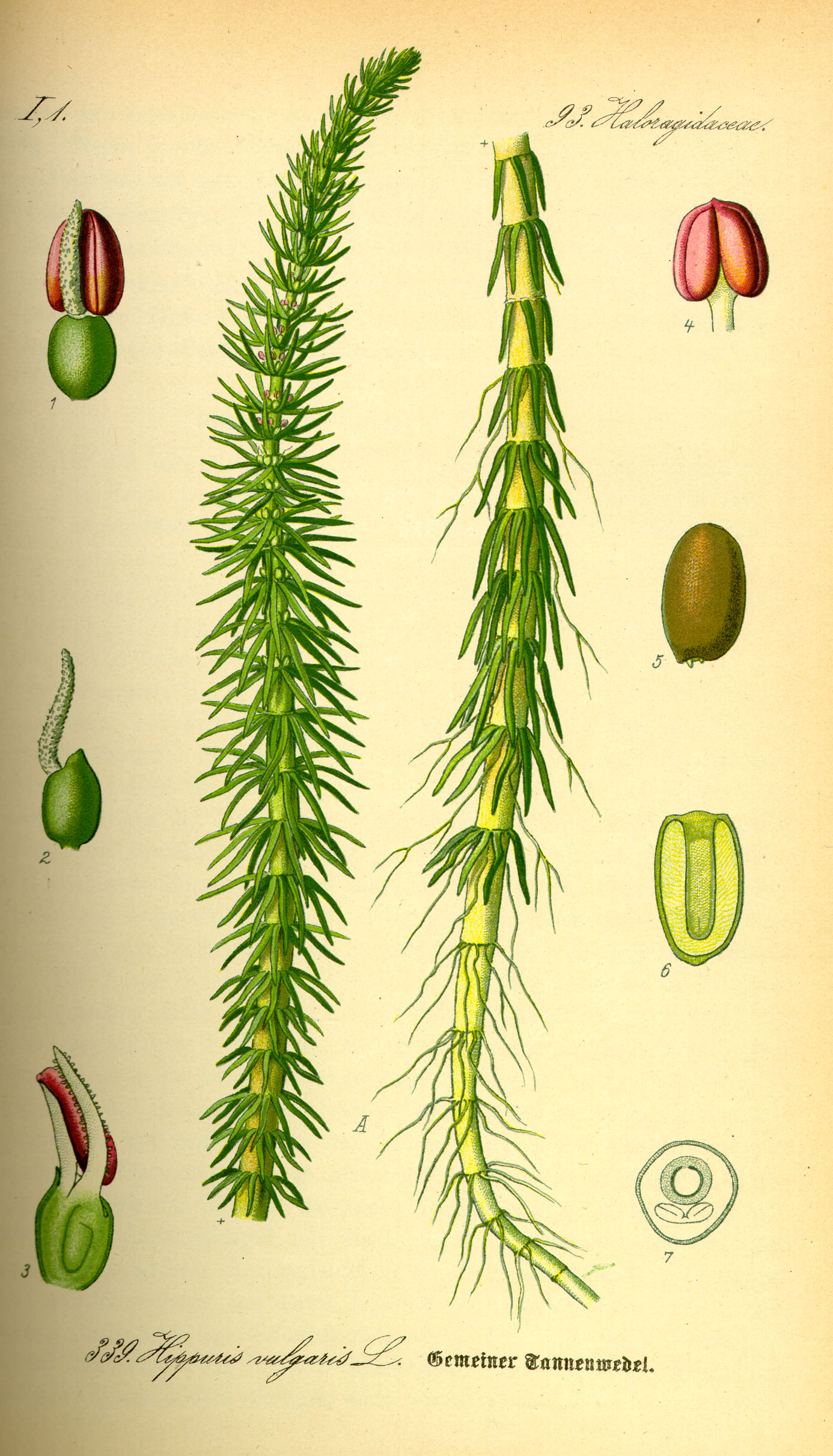